# شریک جرم
شریک جرم، سریالی درام و جنایی به نویسندگی امیر عربی، تهیه‌کنندگی همایون اسعدیان و کارگردانی مازیار میری محصول سال ۱۴۰۲ است که پخش هفتگی آن از ۱۲ آذر ۱۴۰۲ در پلتفرم نماوا آغاز شد.

## داستان
میترا وکیل خوش‌نامی است که روزی در دفترش یک جنایت رخ می‌دهد. بنابراین او مجبور می‌شود برای دفاع از خود تحقیقاتی را درباره یکی از موکلانش آغاز کند و در این راه با دردسرهایی روبه‌رو می‌شود که حتی شغلش را به خطر می‌اندازد.

## بازیگران
- سارا بهرامی
- علی مصفا
- بهناز جعفری
- وحید آقاپور
- المیرا دهقانی
- علیرضا ثانی‌فر
- سجاد بابایی
- مهتاب ثروتی
- محمدرضا مالکی
- امیر شاه‌علی
- سیامک احصایی
- ندا عقیقی
- به‌آفرید غفاریان
- علیرضا گیلوری
- محمد امین شعرباف
- ارمین احمدی

## تولید و ساخت
شریک جرم بعد از خسوف (۱۴۰۰)، دومین همکاری مشترک همایون اسعدیان و مازیار میری در شبکه نمایش خانگی است. این سریال در سکوت خبری در سال ۱۴۰۲ ساخته شد و به صورت اختصاصی از پائیز ۱۴۰۲ در پلتفرم نماوا پخش شد.